# Хетагурова, Тамара Солтановна
Тамара Солтановна Хетагурова — советский государственный и политический деятель, председатель Президиума Верховного Совета Северо-Осетинской АССР.

## Биография
Родилась в 1913 году. Член ВКП(б) с 1950 года.
С 1949 года — на общественной и политической работе. В 1949—1975 гг. — заместитель министра финансов Северо-Осетинской АССР, министр финансов Северо-Осетинской АССР, заместитель председателя СМ Северо-Осетинской АССР, председатель Президиума Верховного Совета Северо-Осетинской АССР.
Избиралась депутатом Верховного Совета СССР 4-го созыва, Верховного Совета РСФСР 6-го, 7-го, 8-го созывов.